# Vuelta a La Rioja 2014
La 54.ª edición de la Vuelta a La Rioja se disputó el domingo 6 de abril de 2014.
El trayecto tuvo comienzo y final en Logroño, empezando en el parque del soterramiento (entre avenida Lobete y la calle Miguel Delibes) y culminó con un circuito urbano de 27 km. Recorrió la Rioja Alta y el área metropolitana de la capital, además de la Rioja Alavesa. El trazado atravesó Recajo, Agoncillo, Murillo de Río Leza, Villamediana de Iregua (meta volante), Alberite, Lardero (meta volante), Entrena, Medrano, Daroca de Rioja, Hornos de Moncalvillo, Sotés, Ventosa, Alesón, Nájera (exteriores de los dos últimos municipios; no figuraban en la hoja de ruta), Hormilleja, Briones, San Vicente de la Sonsierra, Ábalos, Samaniego, Villabuena de Álava, Elciego, Alto de Elciego (3.ª categoría), Lapuebla de Labarca, Assa, Lanciego, Viñaspre, Yécora, Alto de Yécora (3.ª categoría, cima Félix Iglesias), Oyón y Logroño (meta volante en el primero de los cinco pasos por meta).
La prueba perteneció al UCI Europe Tour 2013-2014 de los Circuitos Continentales UCI, dentro de la categoría 1.1.
Participaron 11 equipos. El único equipo español de categoría UCI ProTeam (Movistar Team); el único de categoría Profesional Continental (Caja Rural-Seguros RGA); y los 2 de categoría Continental (Burgos-BH y Euskadi). En cuanto a representación extranjera, estuvieron 6 equipos: el UCI ProTeam australiano del Orica-GreenEDGE; y los Continentales del Lokosphinx, Radio Popular, Louletano-Dunas Douradas, Team Ecuador, Keith Mobel-Partizan y LBC-MVP Sports Foundation. Formando así un pelotón de 84 ciclistas, con entre 6 (Keith Mobel-Partizan) y 8 corredores cada equipo, de los que acabaron 70.
El ganador fue Michael Matthews tras imponerse al sprint a Francesco Lasca y Carlos Barbero, respectivamente. Matthews esta vez se impuso a Lasca, al contrario que la pasada edición en la que Michael fue segundo superado por Francesco en la última curva.
En las clasificaciones secundarias se impusieron Miguel Mínguez (montaña), Pello Bilbao (metas volantes), Raúl Rubio (combinada), Evgeny Shalunov (sub-23 o categorías) y Lokosphinx (equipos).

## Clasificación final
| \| Posición \| Ciclista \| Equipo \| Tiempo \| \| -------- \| ------------------------ \| ------------------------ \| -------------- \| \| 1. \| Michael Matthews \| Orica GreenEDGE \| 3h 54 min 34 s \| \| 2. \| Francesco Lasca \| Caja Rural-Seguros RGA \| m.t. \| \| 3. \| Carlos Barbero \| Euskadi \| m.t. \| \| 4. \| Vicente García de Mateos \| Louletano-Dunas Douradas \| m.t. \| \| 5. \| Sergey Shilov \| Lokosphinx \| m.t. \| \| 6. \| Jorge Martín Montenegro \| Louletano-Dunas Douradas \| m.t. \| \| 7. \| Evgeny Shalunov \| Lokosphinx \| m.t. \| \| 8. \| Brett Lancaster \| Orica GreenEDGE \| m.t. \| \| 9. \| Pablo Lastras \| Movistar Team \| m.t. \| \| 10. \| Jon Aberasturi \| Euskadi \| m.t. \| |                          |                          |                |
| Posición | Ciclista                 | Equipo                   | Tiempo         |
| 1. | Michael Matthews         | Orica GreenEDGE          | 3h 54 min 34 s |
| 2. | Francesco Lasca          | Caja Rural-Seguros RGA   | m.t.           |
| 3. | Carlos Barbero           | Euskadi                  | m.t.           |
| 4. | Vicente García de Mateos | Louletano-Dunas Douradas | m.t.           |
| 5. | Sergey Shilov            | Lokosphinx               | m.t.           |
| 6. | Jorge Martín Montenegro  | Louletano-Dunas Douradas | m.t.           |
| 7. | Evgeny Shalunov          | Lokosphinx               | m.t.           |
| 8. | Brett Lancaster          | Orica GreenEDGE          | m.t.           |
| 9. | Pablo Lastras            | Movistar Team            | m.t.           |
| 10. | Jon Aberasturi           | Euskadi                  | m.t.           |